# Immanuel Lemmens
Immanuel Maurice Lemmens (Antwerpen, 19 november 1989) is een Vlaams acteur, vooral bekend door zijn rol als Oswald ('Os') in de jeugdreeks Galaxy Park.

## Biografie
Lemmens studeerde theater aan het Lemmens Instituut in Leuven.
In 2009 had hij een rol als een van de twee zonen in de kortfilm Toys Are Dangerous. Dat jaar speelde hij ook een gastrol in de televisieserie David als Victor. In 2011 had hij een gastrol in Vermist als Serge Vervoort
Zijn eerste grote rol was die van de stoere maar ijdele versierder Os, een van de hoofdrollen in de Studio 100-jeugdreeks Galaxy Park, waarvan het eerste seizoen op Ketnet werd gestart in 2011, het tweede seizoen in 2012. Hij speelde in 2011 ook nog in de kortfilms Een kater in de zomer en Hero. Van 2013 tot 2014 was hij sporadisch te zien in de populaire Vlaamse soap Familie als Pieter-Jan. Hij had een gastrol als Karel in de achtste aflevering van VTM's medische zomerreeks Binnenstebuiten uit 2013. In 2020 speelde hij een rol in Campus 12.
Van oktober tot december 2014 speelde hij het personage Brecht in het muziektheaterstuk Liefheb mij, een productie van de theatergroep Shimmerglee.
In het 3de seizoen van het vtm-programma 'De Kroongetuigen' werkte Lemmens mee aan een reconstructie. Hij hielp mee aan de reconstructie door in de aflevering 'dodelijke fuifnacht' de dader, Jurgen Goris, te spelen.

### Filmografie
- Toys Are Dangerous (2009) - als zoon
- David (2009) - als Victor
- Vermist (2011) - als Serge Vervoort
- Een kater in de zomer (2011)
- Hero (2011)
- Binnenstebuiten (2013) - als Karel
- Galaxy Park (2011-2014) - als Oswald 'Os' Vermeyen
- Familie (2013-2014) - als Pieter-Jan
- ROX (2014) - als Fabio
- Niko op de Vlucht (2016) - als agent
- De Zaak Menten (2016) - als Abe Pollak
- Quinten (2017) - als Ben
- Kosmoo
- Campus 12 (2020) - als Gilles
- Nachtwacht: De Dag van de Bloedmaan (2021) - als Romulus

## Trivia
- Op 6 april 2012 nam hij deel aan de tv-quiz Blokken (geen BV-aflevering).
- In 2012 wordt hij in wasmiddelreclame van Dash door zijn toekomstige tot op de slip uitgekleed en geheel in het bruidegom-wit gestoken.